# Ted Templeman
Ted Templeman (Santa Cruz, 24 ottobre 1944) è un produttore discografico statunitense.

## Carriera
Inizia a lavorare nel campo musicale intorno alla metà degli anni '60. Nella seconda metà degli anni '60 è membro di un gruppo sunshine pop chiamato Harpers Bizarre.
Nel 1970 diventa sound engineer per la Warner Bros. Records. L'anno seguente coproduce l'album d'esordio dei The Doobie Brothers, l'eponimo The Doobie Brothers. Nel 1973 produce un altro album eponimo ossia Montrose dei Montrose. Tra i suoi lavori di questi anni vi è anche la produzione di Another Passenger, settimo disco di Carly Simon.
Nel 1978 è produttore dell'album d'esordio del gruppo Van Halen, l'eponimo Van Halen. Sia dei Van Halen che dei The Doobie Brothers ha prodotto altri dischi negli anni '70 e '80.
Tra gli altri suoi importanti lavori di produzione vi sono album di Van Morrison (Tupelo Honey, Saint Dominic's Preview, It's Too Late to Stop Now), Captain Beefheart (Clear Spot), Little Feat (Sailin' Shoes), Michael McDonald (If That's What It Takes), Aerosmith (Done with Mirrors), ed Eric Clapton (Behind the Sun). Inoltre ha lavorato con BulletBoys, Royal Crown Revue, Honeymoon Suite, Sammy Hagar, Nicolette Larson, The Beau Brummels e altri.
Nel 1986 produce l'album d'esordio da solista di David Lee Roth (Van Halen), ossia Eat 'Em and Smile.
Dalla fine degli anni '80 lavora in maniera più sporadica.
Nella seconda metà degli anni 2000 lavora con Joan Jett & the Blackhearts.

## Discografia
- The Doobie Brothers, The Doobie Brothers (1971)
- Tupelo Honey, Van Morrison (1971)
- Clear Spot, Captain Beefheart (1972)
- Saint Dominic's Preview, Van Morrison (1972)
- Toulouse Street, The Doobie Brothers (1972)
- Sailin' Shoes, Little Feat (1972)
- The Captain and Me, The Doobie Brothers (1973)
- Montrose, Montrose (1973)
- Chunky, Novi & Ernie, Chunky, Novi and Ernie (1973)
- What Were Once Vices Are Now Habits, The Doobie Brothers (1974)
- Paper Money, Montrose (1974)
- It's Too Late to Stop Now, Van Morrison (1974)
- Stampede, The Doobie Brothers (1974)
- The Beau Brummels, The Beau Brummels (1975)
- Another Passenger, Carly Simon (1976)
- Takin' It to the Streets, The Doobie Brothers (1976)
- Livin' on the Fault Line, The Doobie Brothers (1977)
- Time Loves a Hero, Little Feat (1977)
- Minute by Minute, The Doobie Brothers (1978)
- Van Halen, Van Halen (1978)
- Nicolette, Nicolette Larson (1978)
- Van Halen II, Van Halen (1979)
- Everything You've Heard Is True, Tom Johnston (1979)
- In the Nick of Time, Nicolette Larson (1979)
- Live at the Roxy, Nicolette Larson (1979)
- One Step Closer, The Doobie Brothers (1980)
- Women and Children First, Van Halen (1980)
- Radioland, Nicolette Larson (1980)
- Fair Warning, Van Halen (1981)
- If That's What it Takes, Michael McDonald (1982)
- Diver Down, Van Halen (1982)
- All Dressed Up and No Place to Go, Nicolette Larson (1980)
- Road Games, Allan Holdsworth (1983)
- 1984, Van Halen (1984)
- Farewell Tour, The Doobie Brothers (1983)
- Arcade, Patrick Simmons (1983)
- VOA, Sammy Hagar (1984)
- Crazy from the Heat, David Lee Roth (1985)
- Behind the Sun, Eric Clapton (1985)
- Done with Mirrors, Aerosmith (1985)
- No Lookin' Back, Michael McDonald (1985)
- Eat 'Em and Smile, David Lee Roth (1986)
- Racing After Midnight, Honeymoon Suite (1988)
- BulletBoys, BulletBoys (1988)
- Take It to the Heart, Michael McDonald
- Atomic Playboys, Steve Stevens (1989)
- Freakshow, BulletBoys (1991)
- For Unlawful Carnal Knowledge, Van Halen
- Lightning Rod Man, Lowell George & the Factory (1993)
- Za-Za, BulletBoys (1993)
- Seducing Down the Door: A Collection, 1970-1990, John Cale (1994)
- Woke Up with a Monster, Cheap Trick (1994)
- Muzy's Move, Royal Crown Revue (1996)
- The Postman: Music From the Original Motion Picture, Various Artists (1997)
- The Contender, Royal Crown Revue (1998)
- Bathhouse Betty, Bette Midler (1998)
- The Philosopher's Stone, Van Morrison (1998)
- Talk to Your Daughter, Robben Ford (1998)
- Naked, Joan Jett and the Blackhearts (2004)
- Sinner, Joan Jett and the Blackhearts (2006)
- World Gone Crazy, The Doobie Brothers (2010)